# Соколович, Сара
Сара Соколович (англ. Sarah Sokolovic) — американская актриса театра, кино и телевидения, наиболее известна ролями в сериалах «Родина» и «Большая маленькая ложь».

## Ранние годы
В 2011 году Сара Соколович окончила Йельскую школу драмы . Отец Сары — Димсо Соколович, серб по происхождению, иммигрировал в Соединённые Штаты из Германии, мать — Донна Стоуэлл, американка немецкого и английского происхождения. У Сары есть брат и сестра.

## Карьера
Сара Соколович начала свою актёрскую карьеру в театре, исполнив роль Бетти в мюзикле The Shaggs: Philosophy of the World. В 2013 году Соколович играет в театральной постановке «Трамвай „Желание“» в Йельском театре вместе с Адамом О’Бирном.
В 2013 году Сара Соколович сыграла Гвен, проститутку в криминальном триллере «Взгляд зимы» режиссёра Цзе Чуна с Элис Ив и Брайаном Крэнстоном в главных ролях. Фильм вышел в прокат 10 января 2014 года. В 2014 году Сара Соколович сыграла Мавин Литтл в криминальном фильме «Каждая секретная вещь» вместе с Дайаной Лейн, Элизабет Бэнкс и Дакотой Фаннинг, режиссёром которого была Эми Джей Берг. Фильм вышел на экраны 15 мая 2015 года.
В июне 2015 года Соколович получает роль Лауры Саттон в пятом сезоне телесериала «Родина», американской журналистки из Берлина, работающей в Фонде Дюринга. Начиная с 2017 года Сара Соколович играет роль Тори Бахман в популярном телесериале «Большая маленькая ложь». Сериал получил 8 премий «Эмми» и 4 премии «Золотой глобус».
Также наиболее значимыми работами Сары Соколович можно назвать съёмки в телесериалах «Хорошая жена» и «Вне времени».

## Фильмография
| Год       |     | Русское название       | Оригинальное название | Роль                  |
| --------- | --- | ---------------------- | --------------------- | --------------------- |
| 2011      | с   | Помнить всё            | Unforgettable         | Лорен Гарбер          |
| 2011      | с   | Хорошая жена           | The Good Wife         | Мэри Джейн Хайдел     |
| 2012      | кор | —                      | Bitches               | Си Си Блум            |
| 2013      | ф   | Взгляд зимы            | Cold Comes the Night  | Гвен                  |
| 2013      | ф   | Неожиданная жизнь      | La vida inesperada    | Холли                 |
| 2014      | ф   | Каждая секретная вещь  | Every Secret Thing    | Мэвин Литтл           |
| 2015      | с   | Родина                 | Homeland              | Лора Саттон           |
| 2015      | кор | —                      | The Iron Warehouse    | Кристина Харпер       |
| 2017      | кор | —                      | Dead Water            | н/д                   |
| 2017—2019 | с   | Большая маленькая ложь | Big Little Lies       | Тори Бакман           |
| 2018      | кор | —                      | Dinner Party          | Бетти                 |
| 2018      | ф   | —                      | 7 Splinters in Time   | шахматистка           |
| 2018      | ки  | —                      | God of War            | дополнительные голоса |
| 2018      | с   | Вне времени            | Timeless              | Грейс Хьюмистон       |
| 2018      | с   | Реанимация             | Code Black            | Эбигейл Мартин        |
| 2018      | с   | Новый агент Макгайвер  | MacGyver              | Эмбер                 |